# 伊塔蒂艾亚国家公园
伊塔蒂艾亚国家公园位于巴西里约热内卢州和米纳斯吉拉斯州的边界处，是曼蒂凯拉山的一部分。
伊塔蒂艾亚国家公园建于1937年，是巴西最早的国家公园。
第二次世界大战后，纳粹德国党卫队军官约瑟夫·门格勒曾在此地区居住。